# Monte Pellegrino (UPL di Palermo)
Monte Pellegrino è la cinquantaduesima unità di primo livello di Palermo.
È situata nella zona settentrionale della città; fa parte dell'VIII Circoscrizione.

## Viabilità
La zona è servita dalla linea 721 che collega al capolinea di piazza Croci e dalla linea 812 che collega con alla partenza da il Porto di Palermo e arriva fino al Santuario di Santa Rosalia il servizio è gestito dall'Amat.